# Hockey op de Olympische Zomerspelen 1964
Hockey is een van de sporten die beoefend werden tijdens de Olympische Zomerspelen 1964 in Tokio.
Er zouden 16 herenteams deelnemen aan dit toernooi, echter Indonesië werd uitgesloten van deelname, door het IOC, wegens de organisatie van de GANEFO-Spelen in 1963.
De 15 overgebleven teams werden over twee groepen verdeeld, die een halve competitie speelden, de groepwinnaars en de nummers 2 plaatsten zich voor de halve finales, de nummers 3 en 4 voor de strijd om de 5de plaats.

## Heren

### Voorronde

#### Groep A
| datum      | tijd  | land             | uitslag | land             |
| ---------- | ----- | ---------------- | ------- | ---------------- |
| 11 oktober | 10:00 | Kenia            | 0 – 0   | Rhodesië         |
| 11 oktober | 11:40 | Pakistan         | 1 – 0   | Japan            |
| 11 oktober | 14:15 | Groot-Brittannië | 0 – 7   | Australië        |
| 12 oktober | 10:00 | Pakistan         | 5 – 2   | Kenia            |
| 12 oktober | 11:40 | Australië        | 3 – 0   | Rhodesië         |
| 12 oktober | 11:40 | Groot-Brittannië | 0 – 2   | Nieuw-Zeeland    |
| 13 oktober | 10:00 | Australië        | 3 – 1   | Japan            |
| 13 oktober | 10:00 | Groot-Brittannië | 4 – 1   | Rhodesië         |
| 13 oktober | 11:40 | Kenia            | 3 – 2   | Nieuw-Zeeland    |
| 15 oktober | 10:00 | Pakistan         | 1 – 0   | Groot-Brittannië |
| 15 oktober | 11:40 | Kenia            | 1 – 0   | Australië        |
| 15 oktober | 11:40 | Japan            | 1 – 0   | Nieuw-Zeeland    |
| 16 oktober | 10:00 | Australië        | 2 – 1   | Nieuw-Zeeland    |
| 16 oktober | 10:00 | Kenia            | 0 – 2   | Japan            |
| 16 oktober | 11:40 | Pakistan         | 6 – 0   | Rhodesië         |
| 18 oktober | 10:00 | Groot-Brittannië | 0 – 1   | Kenia            |
| 18 oktober | 14:15 | Japan            | 2 – 1   | Rhodesië         |
| 18 oktober | 14:15 | Pakistan         | 2 – 0   | Nieuw-Zeeland    |
| 19 oktober | 11:40 | Groot-Brittannië | 1 – 0   | Japan            |
| 19 oktober | 11:40 | Pakistan         | 2 – 1   | Australië        |
| 19 oktober | 11:40 | Nieuw-Zeeland    | 1 – 2   | Rhodesië         |

| Rang | Land             | Wed | W | G | V | DV | DT |     | Ptn |
| ---- | ---------------- | --- | - | - | - | -- | -- | --- | --- |
| 1    | Pakistan         | 6   | 6 | 0 | 0 | 17 | 3  | 14  | 12  |
| 2    | Australië        | 6   | 4 | 0 | 2 | 16 | 5  | 11  | 8   |
| 3    | Kenia            | 6   | 3 | 1 | 2 | 7  | 9  | -2  | 7   |
| 4    | Japan            | 6   | 3 | 0 | 3 | 6  | 6  | 0   | 6   |
| 5    | Groot-Brittannië | 6   | 2 | 0 | 4 | 5  | 12 | -7  | 4   |
| 6    | Rhodesië         | 6   | 1 | 1 | 4 | 4  | 16 | -12 | 3   |
| 7    | Nieuw-Zeeland    | 6   | 1 | 0 | 5 | 6  | 10 | -4  | 2   |

#### Groep B
| datum      | tijd  | land               | uitslag | land               |
| ---------- | ----- | ------------------ | ------- | ------------------ |
| 11 oktober | 10:00 | Spanje             | 1 – 1   | Nederland          |
| 11 oktober | 11:40 | Duits Eenheidsteam | 5 – 1   | Canada             |
| 11 oktober | 11:40 | Maleisië           | 4 – 1   | Hongkong           |
| 11 oktober | 14:15 | India              | 2 – 0   | België             |
| 12 oktober | 10:00 | India              | 1 – 1   | Duits Eenheidsteam |
| 12 oktober | 11:40 | België             | 2 – 0   | Hongkong           |
| 12 oktober | 14:15 | Spanje             | 3 – 0   | Maleisië           |
| 12 oktober | 14:15 | Nederland          | 5 – 0   | Canada             |
| 14 oktober | 10:00 | Canada             | 2 – 1   | Hongkong           |
| 14 oktober | 10:00 | Duits Eenheidsteam | 1 – 0   | Nederland          |
| 14 oktober | 11:40 | India              | 1 – 1   | Spanje             |
| 14 oktober | 11:40 | België             | 3 – 3   | Maleisië           |
| 15 oktober | 10:00 | Spanje             | 3 – 0   | Canada             |
| 15 oktober | 10:00 | Nederland          | 4 – 0   | België             |
| 15 oktober | 13:15 | Duits Eenheidsteam | 0 – 0   | Maleisië           |
| 15 oktober | 14:15 | India              | 6 – 0   | Hongkong           |
| 17 oktober | 10:00 | België             | 5 – 1   | Canada             |
| 17 oktober | 10:00 | India              | 3 – 1   | Maleisië           |
| 17 oktober | 11:40 | Spanje             | 1 – 1   | Duits Eenheidsteam |
| 17 oktober | 11:40 | Nederland          | 7 – 0   | Hongkong           |
| 18 oktober | 10:00 | Nederland          | 2 – 0   | Maleisië           |
| 18 oktober | 11:40 | India              | 3 – 0   | Canada             |
| 18 oktober | 11:40 | Duits Eenheidsteam | 0 – 0   | België             |
| 18 oktober | 11:40 | Spanje             | 4 – 0   | Hongkong           |
| 19 oktober | 10:00 | Duits Eenheidsteam | 1 – 1   | Hongkong           |
| 19 oktober | 10:00 | Maleisië           | 3 – 1   | Canada             |
| 19 oktober | 10:00 | Spanje             | 3 – 0   | België             |
| 19 oktober | 14:15 | India              | 2 – 1   | Nederland          |

| Rang | Land               | Wed | W | G | V | DV | DT |     | Ptn |
| ---- | ------------------ | --- | - | - | - | -- | -- | --- | --- |
| 1    | India              | 7   | 5 | 2 | 0 | 18 | 4  | 14  | 12  |
| 2    | Spanje             | 7   | 4 | 3 | 0 | 16 | 3  | 13  | 11  |
| 3    | Duits Eenheidsteam | 7   | 2 | 5 | 0 | 9  | 4  | 5   | 9   |
| 4    | Nederland          | 7   | 4 | 1 | 2 | 20 | 4  | 16  | 9   |
| 5    | Maleisië           | 7   | 2 | 2 | 3 | 11 | 13 | -2  | 6   |
| 6    | België             | 7   | 2 | 2 | 3 | 10 | 13 | -3  | 6   |
| 7    | Canada             | 7   | 1 | 0 | 6 | 5  | 25 | -20 | 2   |
| 8    | Hongkong           | 7   | 0 | 1 | 6 | 3  | 26 | -23 | 1   |

### Plaatsingswedstrijden

#### 5de t/m 8ste plaats
| datum      | tijd  | land               | uitslag | land      |
| ---------- | ----- | ------------------ | ------- | --------- |
| 21 oktober | 10:00 | Kenia              | 3 – 1   | Nederland |
| 21 oktober | 12:00 | Duits Eenheidsteam | 5 – 1   | Japan     |

#### 5de-6de plaats
| datum      | tijd  | land  | uitslag | land               |
| ---------- | ----- | ----- | ------- | ------------------ |
| 22 oktober | 13:55 | Kenia | 0 – 3   | Duits Eenheidsteam |

### Halve Finales
| datum      | tijd  | land     | uitslag | land      |
| ---------- | ----- | -------- | ------- | --------- |
| 21 oktober | 12:15 | Pakistan | 3 – 0   | Spanje    |
| 21 oktober | 13:55 | India    | 3 – 1   | Australië |

### Bronzen Finale
| datum      | tijd  | land      | uitslag | land   |
| ---------- | ----- | --------- | ------- | ------ |
| 23 oktober | 12:15 | Australië | 3 – 2   | Spanje |

### Finale
| datum      | tijd  | land     | uitslag | land  |
| ---------- | ----- | -------- | ------- | ----- |
| 23 oktober | 13:55 | Pakistan | 0 – 1   | India |

### Eindrangschikking
| rang   | land | sporter(s) |
| ------ | ---- | --- |
| Goud   | IND  | Harbinder Singh, Shankar Lakshman, Mohinder Lal, Haripal Kaushik, Bandu Patil, Victor John Peter, Sayed Ali, Charanjit Singh, Darshan Singh, Dharam Singh, Gurbux Singh, Jagjit Singh Kular, Joginder Singh, Udham Singh, Prithipal Singh |
| Zilver | PAK  | Motiullah, Manzoor Hussain Atif, Anwar Ahmed Khan, Munir Dar, Saeed Anwar, Khurshid Azam, Tariq Aziz, Abdul Hamid (II), Zafar Hayat, Nawaz Khizar Bajwa, Khalid Mahmood, Mohammad Asad Malik, Muhammad Afzal Manna, Tariq Niazi, Mohammad Rashid, Khawaja Zaka-ud-Din |
| Brons  | AUS  | Mervyn Crossman, Paul Dearing, Raymond Evans, Robin Hodder, John McBryde, Donald McWatters, Patrick Nilan, Eric Pearce, Julian Pearce, Desmond Piper, Donald Smart, Antony Waters, Graham Wood |
| 4      | ESP  | Carlos Del Coso Iglesias, José Colomer Rivas, Julio Solaun Gazteizgogeascoa, Joaquin Dualde Santos de Lamadrid, José Antonio Dinares Massagué, Narciso Ventalló Surralles, Ignacio Macaya Santos de Lamadrid, Luis Maria Usoz Quintana, Francisco Amat Fontanals, Jaime Amat Fontanals, Jorge Vidal Mitjans, Pedro Amat Fontanals, Juan Angel Cazado de Castro, José María Echevarría y Arteche |
| 5      | EUA  | Rainer Stephan, Axel Thieme, Klaus Vetter, Horst Brennecke, Klaus Bahner, Horst Dahmlos, Lothar Lippert, Rolf Westphal, Karl-Heinz Freiberger, Dieter Ehrlich, Adolf Krause, Reiner Hanschke |
| 6      | KEN  | George Saudi, John Simonian, Anthony Vaz, Avtar Singh Sohal, Santokh Singh Matharu, Surjeet Singh Panaser, Silvester Fernandes, Hilary Fernandes, Edgar Fernandes, Egbert Fernandes, Reynold Anthony D'Souza, Aloysius Edward Mendonca, Leo Fernandes, Amar Singh Mangat, Krishan Aggarwal, Tejparkash Singh Brar                                                                               |
| 7      | NED  | Joost Boks, Charles Coster van Voorhout, John Elffers, Frans Fiolet, Jan Piet Fokker, Jan van Gooswilligen, Francis van 't Hooft, Arie de Keyzer, Leendert Krol, Jaap Leemhuis, Chris Mijnarends, Erik van Rossem, Nico Spits, Theo Terlingen, Jan Veentjer, Jaap Voigt, Theo van Vroonhoven, Frank Zweerts                                                                                     |
| 7      | JPN  | Hiroshi Miwa, Tsuneya Yuzaki, Akio Takashima, Katsuhiro Yuzaki, Tetsuya Wakabayashi, Toshihiko Yamaoka, Kenji Takizawa, Shigeo Kaoku, Hiroshi Tanaka, Michio Okabe, Seiji Kihara, Junichi Yamaguchi, Kunio Iwahashi |
| 9      | GBR  | Harold Cahill, Paul Fishwick, John Neill, David Wilman, Charles Jones, Francis Howard Davis, Alan Page, John Hindle, David Veit, Geoffrey Cutter, Michael Corby, John Land, Harold Judge, Roger Sutton, James Deegan, John Cadman, Chris Langhorne, Derek Miller |
| 9      | MAS  | Ho Koh Chye, Anandarajah Kandiah, Shanmuganathan Manickam, Arulraj Michael, Doraisamy Munusamy, Lawrence van Huizen, Douglas Nonis, Paramalingam Chelliah, Tara Singh Sindhu, Koh Hock Seng, Yogeswaran Rajaratnam, Arumugam Sabapathy, Ranjit Gurdit singh, Alagaratnam Kumaratnam |
| 11     | BEL  | Jean-Marie Buisset, Michel Berger, Jacques Vanderstappen, Daniel Moussiaux, Jacques Rémy, Jean-Louis Le Clerc, Yves Bernaert, Guy Miserque, Claude Ravinet, André Muschs, Guy Verhoeven, Jean-Louis Roersch, Franz Lorette, Eric van Beuren, Michel Muschs, Freddy Rens |
| 11     | RHO  | Dereck Hayden Brain, Beverly F. J. Faulds, Kevin A. van Blomestein, John David McPhun, William Homan Turpin, Derrick John Beets, Ronald John Spence, Anthony Charles Unger, Lloyd Bowen Koch, Desmond Neame Tomlinson, Ian Reay Mackay, Robert Bassett Ullyett, Graham Charles Cumming, Robert Gordon Robertson, Roy Hilton Barbour                                                             |
| 13     | CAN  | Harry Neil Preston, Lee Madison Wright, Raymond Ian Johnston, Ronald Charles Aldridge, John Gilbert Young, Reginald P. S. Ruttle, Victor Henry V. Warren, Peter Channing Buckland, Oerara Christopher Ronan, Alan Mervyn Raphael, Richard James Chopping, Derrick John Anderson, Anthony Donald Boyd, Arend Peter vander Pyl                                                                    |
| 13     | NZL  | William Paul Schaefer, Alan Joseph Patterson, Timothy Joseph Carter, John Ross Gillespie, John Cullen, Ernest Barnes, Bruce Raymond Judge, John Anslow, Peter William Byers, Phillip George Bygrave, Trevor William Blake, Brian Robert Maunsell, Ian Kerr, Charles Grantley Judge |
| 15     | HKG  | Slawee Kadir, Harnam Singh Grewal, Farid Khan, Frederic Samuel McCosh, João Bosco Quevedo Silva, Rui Ayres da Silva, John Jude Monteiro, Omar Kachung Dallah, Packey Benjamin Gardner, Lionel H. Guterres, Kuldip Singh, Caniel Francisco Castro, Kader Rahman, Joaquim José Collaco Jr., Hussain Zia, José Policarpo da Cunha, Sarinder Singh Dillon                                           |

Londen 1908 · 
Antwerpen 1920 · 
Amsterdam 1928 · 
Los Angeles 1932 · 
Berlijn 1936 · 
Londen 1948 · 
Helsinki 1952 · 
Melbourne 1956 · 
Rome 1960 · 
Tokio 1964 · 
Mexico-stad 1968 · 
München 1972 · 
Montréal 1976 · 
Moskou 1980 · 
Los Angeles 1984 · 
Seoel 1988 · 
Barcelona 1992 · 
Atlanta 1996 · 
Sydney 2000 · 
Athene 2004 · 
Peking 2008 · 
Londen 2012 · 
Rio de Janeiro 2016 · 
Tokio 2020 · 
Parijs 2024 · 
Los Angeles 2028 
Medaillewinnaars
Atletiek · Basketbal · Boksen · Gewichtheffen · Hockey · Honkbal (demonstratie) · Judo · Kanovaren · Moderne vijfkamp · Paardensport · Roeien · Schermen · Schietsport · Schoonspringen · Turnen · Voetbal · Volleybal · Waterpolo · Wielersport · Worstelen · Zeilen · Zwemmen